# Emile Griffith
Emile Alphonse Griffith (3. februar 1938 i Sankt Thomas - 23. juli 2013 i Hempstead, Long Island) var en amerikansk bokser, der i flere perioder var verdensmester i weltervægt og i mellemvægt. Griffith blev 5-dobbelt verdensmester i de to vægtklasser og vandt tillige en tidlig version af verdensmesterskabet i letmellemvægt. I sin karriere mødte Emile Griffth i alt 10 verdensmestre og boksede i alt 339 omgange i VM-kampe, hvilket er det højeste antal omgange, som nogen bokser har præsteret.
Udover sine mange VM-titler er Griffiths navn forbundet med den kontroversielle tredje kamp, som Griffith udkæmpede med Benny Paret i 1962 om VM-titlen i weltervægt, hvor Paret døde som følge af skader pådraget under kampen. 

## Boksekarriere

### Amatør
Griffith havde ikke som ung nogen speciel interesse i boksning, men blev opdaget som talent ved et tilfælde. Som teenager arbejdede han på et hattefabrik og fik på en varm dag lov til at smide skjorten. Fabrikkens ejer var tidligere amatørbokser, og blev imponeret over Griffiths fysik, og tog Griffith med ned til træneren Gil Clancys træningslokaler.
Kort efter vandt Griffith i 1958 New York Golden Gloves i weltervægt og senere samme år den nationale Golden Gloves turnering.

### Professionel
Efter sejren i Golden Gloves debuterede Griffith som professionel den 2. juni 1958 ved et stævne i St. Nicholas Arena i New York City. Griffith boksede sine første 12 professionelle kampe i St. Nicholas Arena, inden han i 1959 i New Yorks Madison Square Garden pointbesejrede cubaneren Kid Fichiquet. Griffith tabte imidlertid noget overraksende sin næste kamp til amerikaneren Randy Sandy på point, men Griffith opbyggede i 1960 en længere sejrsrække med kampe i Madison Square Garden. Griffiths eneste kamp uden for New York i 1960 fandt sted i Oregon, hvor han tabte en tæt kamp til Denny Moyer med dommerstemmerne 1-2. På trods af nederlaget til Moyer nærmede Griffith sig en VM-kamp, og efter 22 sejre i 24 kampe fik Griffith den 1. april 1961 en VM-kamp om titlen i weltervægt mod den cubanske verdensmester Benny "Kid" Paret. 

### Kampene mod Benny Paret
VM-kampen med Parret blev afviklet i Miami Beach, og det var således Griffiths blot anden kamp uden for New York. Paret havde støtte blandt det store cubanske mindretal i Miami, men på trods heraf vandt Griffith VM-kampen, da han slog Paret ud i kampens 13. omgang. I sit andet titelforsvar satte Griffith titlen på spil i en returkamp mod Paret den 30. september 1961 i Madison Square Garden i New York. Griffith var 3-1 favorit til at vinde returkampen over Parret, men efter 15 hårde omgange tabte Griffith noget kontroversielt VM-titlen på point med dommerstemmerne 1-2.
Efter yderligere et par kampe opnåede Griffith en returkamp mod Paret den 24. marts 1962 igen i Madison Square Garden. Interessen for kampen var stor, og der havde mellem bokserne været megen rivalisering, der ikke blev mindre af, at Paret på et forudgående pressemøde udtalte sig hånligt over for Griffith, som han beskyldte for at være maricón, et spansk betegnelse for "bøsse". Homoseksualitet blandt sportsfolk - og særlig blandt boksere - var i 1961 tabu, og Griffith reagerede voldsomt på pressemødet, og måtte holdes tilbage for ikke fysisk at overfalde Paret.
Kampen blev vist live på nationalt TV i USA, og flere millioner amerikanere fulgte med på ABC's "Friday Night Sports" hvor de blev vidner til en hård kamp mellem de to boksere. Griffith var nede i 6. omgang, men kom igen, og fangede i 12 omgang Paret i et ringhjørne. På daværende tidspunkt var bokseringens hjørner ikke afskærmet som i dag, hvilket muliggjorde at Paret blev fanget med hovedet og overkroppen mellem tovene i hjørnet, og uden mulighed for at gå i gulvet overdængede Griffith Paret med en række hårde træffere, inden kamplederen Ruby Goldstein fik stoppet kampen. På det tidspunkt var Paret bevidstløs. Paret vågnede aldrig op igen og døde 10 dage senere af de skader på hjernen, som han pådrog sig under kampen med Griffith. Paret var tre måneder inden den fatale kamp mod Griffith blevet brutalt slået ud af Gene Fullmer i en kamp om verdensmesterskabet i mellemvægt. 
Den brutale afslutning på kampen og Parets død gjorde et stort indtryk i USA, hvor boksning fra slutningen af 1950'erne havde været en populær sport på TV-kanalerne. ABC stoppede sine populære boksetransmissioner, og de øvrige tv-netværk fulgte hurtigt efter. New Yorks guvernør Nelson Rockefeller nedsatte en kommission, der skulle kulegrave sikkerheden i boksning, og mulighederne for et forbud mod boksesporten. 
Parets død tog hårdt på Griffith, og Griffith har siden forklaret, at han i efterfølgende kampe sjældent gav alt hvad han havde i sig for ikke at risikere at skade modstanderen permanent. Efter kampen mod Paret var det da også forholdsvis sjældent, at Griffith stoppede sine modstandere.

### Efter Paret-kampen
Efter sejren over Paret i 1962 forsvarede Griffith titlen mod Ralph Dupas og boksede et par ikke-titelkampe mod bl.a. Denny Moyer og Don Fulmer, der begge blev besejret. Den 17. oktober 1962 boksede Griffith for første gang i Europa, da han besejrede Ted Wright for en ny-stiftet VM-titel i letmellemvægt som anerkendt af det østrigske bokseforbund. Ingen andre end det østrigske bokseforbund anerkendte dog titlen. Griffith forsvarede sit VM i weltervægt mod Jorge Jose Fernandez inden han den 3. februar 1963 satte sin VM-titel i letmellemvægt på spil mod den danske veteran Christian Christensen i Forum i København. Griffith vandt uden problemer, da han stoppede Christensen i 9. omgang. Griffith opgav kort efter VM-titlen i letmellemvægt.
Griffith tabte imidlertid sin VM-titel i weltervægt i sin næste kamp mod Luis Manuel Rodriguez den 21. marts 1963, men genvandt titlen for anden gang, da han 10 uger senere pointbesejrede Rodriguez i Madison Square Garden. Griffith satte succesfuldt VM-titlen på spil i et par kampe og vandt yderligere en række ikke-titelkampe. Han blev dog i 1963 noget overraskende stoppet i første omgang af Rubin Carter og tabte en kamp i mellemvægt til Don Fullmer. 
I 1964 blev Emilie Griffith af Ring Magazine udpeget til Årets bokser.
I 1966 gik Griffith op i mellemvægt og mødte verdensmesteren Dick Tiger i en kamp om verdensmesterskabet. Griffith vandt og forsvarede titlen to gange mod Joey Archer inden Griffith i 1967 mødte italiens Nino Benvenuti i Madison Square Garden. Griffith var favorit, men tabte overraksende til OL-guldvinderen Benvenuti. Kampen mellem Benvenuti og Griffith blev udpeget til Årets kamp af Ring Magazine. I en efterfølgende returkamp på Shea Stadium i New York genvandt Griffith verdensmesterskabet i mellemvægt, og blev derved verdensmester for femte gang (sjette gang, såfremt VM-titlen i letmellemvægt regnes med). Griffith tabte dog en tredje kamp mod Benvenutti om VM-titlen i 1968.
Efter det sidste nederlag til Benvenuti fortsatte Griffith karrieren og opnåede i 1969 en VM-kamp i weltervægt mod Jose Napoles, som han dog tabte på point. I 1970 boksede Griffith mod Tom Bogs i Valby Idrætspark i København, hvor Bogs var i gulvet to gange. I 1971 blev Griffith stoppet for kun anden gang i karrieren, da han i en kamp mod Carlos Monzon blev stoppet i 14. omgang i en kamp om verdensmesterskabet i mellemvægt. to år senere fik Griffith en returkamp mod Monzon, hvor han dog tabte på point. 
Griffith fortsatte karrieren med blandede resultater, og tabte en række kampe, men opnåede alligevel i 1976 som 38-årig en VM-kamp om WBC-titlen i letmellemvægt mod tyskeren Eckhard Dagge. Kort forinden havde han opnået en uafgjort mod verdensklassenavnet Bennie Briscoe. Griffith boksede sin sidste kamp som 39-årig, da han i 1977 tabte på point til englænderen Alan Minter, der et par år efter blev verdensmester i mellemvægt. 
Efter 18 år som professionel trak Griffith sig tilbage efter 112 kampe med 85 sejre (25 før tid), 24 nederlag (to før tid) og 2 uafgjorte. 
Emile Griffith er optaget i International Boxing Hall of Fame.

## Træner
Efter karrieren som aktiv bokser fungerede Griffith i flere år som succesfuld boksetræner. Han trænede bl.a. verdensmestrene Wilfred Benítez og Juan Laporte fra Puerto Rico. 
Griffith arbejdede også kortvarigt i 1979-80 som træner for Danmarks Olympiske boksehold, der deltog i Boksning under Sommer-OL 1980.

## Privat
Emile Griffith blev i 1971 gift med Mercedes (Sadie) Donastrog.
Efter at have trukket sig tilbage fra boksningen fungerede Griffith som 'corrections officer' for Secaucus Juvenile Dentention Facility under den amerikanske kriminalforsorg. 
Griffith blev i 1992 overfaldet i New York på vej ud af en bøssebar og kom alvorligt til skade efter overfaldet.
Om påstandene om homoseksualitet er Griffith citeret for følgende i magasinet Sports Illustrated: "I like men and women both. But I don't like that word: homosexual, gay or faggot. I don't know what I am. I love men and women the same, but if you ask me which is better... I like women." 
Griffith var i sine senere år hårdt ramt af dementia pugilistica og døde i 2013 i en alder af 75 år.

## I film
- Emile Griffith medvirker i den præmierede dokumentarfilm Ring Of Fire: The Emile Griffith Story fra 2005, der blev præmieret på Sundance Film Festival i Utah.

- Griffiths kamp med Rubin Carter (som Griffith tabte) er gengivet i åbningsscenen i filmen fra 1999 The Hurricane, hvor Griffith spilles af Terry Claybon.

## Eksterne links
- Emile Griffiths opslag i Munzinger Sportsarchiv (tysk)
- Emile Griffiths profesionelle rekordliste hos BoxRec (engelsk)
- Emile Griffiths profesionelle rekordliste hos International Boxing Hall of Fame (engelsk)
- Emile Griffiths profil hos Find a Grave (engelsk)
- Emile Griffiths profil hos Encyclopædia Britannica Online (engelsk)
- Ring Memorabilia Arkiveret 4. december 2012 hos  Wayback Machine
- 'Ring of Fire' Connects With True Story of A Fatal Blow Arkiveret 7. november 2012 hos  Wayback Machine Washington Post artikel April 20, 2005
- Ring of Fire Arkiveret 11. december 2015 hos  Wayback Machine

| Foregående: Benny "Kid" Paret     | Verdensmester weltervægt 1. april 1961 - 30. september 1961 | Efterfølgende: Benny "Kid" Paret     |
| Foregående: Benny "Kid" Paret     | Verdensmester weltervægt 24. marts 1962 – 21. marts 1963    | Efterfølgende: Luis Manuel Rodriguez |
| Foregående: Luis Manuel Rodriguez | Verdensmester weltervægt 8. juni 1963 – 25. april 1966      | Efterfølgende: Titlen opgivet        |
| Foregående: Dick Tiger            | Verdensmester mellemvægt 25. april 1966 - 17. april 1967    | Efterfølgende: Nino Benvenuti        |
| Foregående: Nino Benvenuti        | Verdensmester mellemvægt 29. september 1967 - 4. marts 1968 | Efterfølgende: Nino Benvenuti        |